# Änniksaare
Änniksaare is een plaats in de Estlandse gemeente Mustvee, provincie Jõgevamaa. De plaats telt 9 inwoners (2021) en heeft de status van dorp (Estisch: küla).
Tot in oktober 2017 lag Änniksaare in de gemeente Avinurme. In die maand werd Avinurme bij de gemeente Mustvee gevoegd.